# Балтийско-Ладожский глинт
Балтийско-Ладожский уступ (Балтийско-Ладожский глинт; дат. klint — обрыв, уступ) — природное образование, уступ, тянущийся на протяжении приблизительно 1100—1200 км от шведского острова Эланд через острова и материковую территорию Эстонии и Ленинградскую область до Ладожского озера. Наиболее ярко уступ выражен на территории эстонского уезда Ида-Вирумаа, где его высота достигает 56 метров.
Глинт соответствует границе выхода на поверхность кембрийских и ордовикских отложений. Возвышенность к югу от уступа, сложенная ордовикскими породами называют ордовикским плато, (на территории Ленинградской области — Ижорская возвышенность).
Балтийско-Ладожский уступ пересекается с целым рядом рек, среди них Нарва, Луга, Ижора, Тосна, Пирита, Ягала. Пересекая глинт, реки образуют пороги и водопады, крупнейший из которых — Валасте — имеет высоту 30,5 м. Берега рек в местах пересечения глинта часто обнажают древние известняки, которые ранее использовались при строительстве крепостей, а позже использовались для строительства и облицовки зданий, в том числе Казанского собора.
Уступ, будучи естественной преградой, нередко использовался в качестве укрепления; на глинте выстроены Староладожская крепость, крепость Копорье, крепость Ям в Кингисеппе, Ивангородская крепость, Нарвский замок, старый Таллин. Из известняков, добытых на уступе, была сложена также крепость Орешек. В самой высокой части глинта к югу от Санкт-Петербурга (Пулковские высоты) находится Пулковская обсерватория. Перепад высот глинта использован при строительстве фонтанов Петергофа и позволяет фонтанам работать от воды, поступающей самотеком.

## Происхождение
Происхождение глинта до конца не выяснено, принято считать его берегом древнего моря, образовавшегося около 11 тысяч лет назад в результате схода ледника. Однако существование этого моря пока не доказано, на его дне отсутствуют морские отложения, относящиеся к данному периоду времени, неясно, где проходила северная граница этого моря.

## Галерея

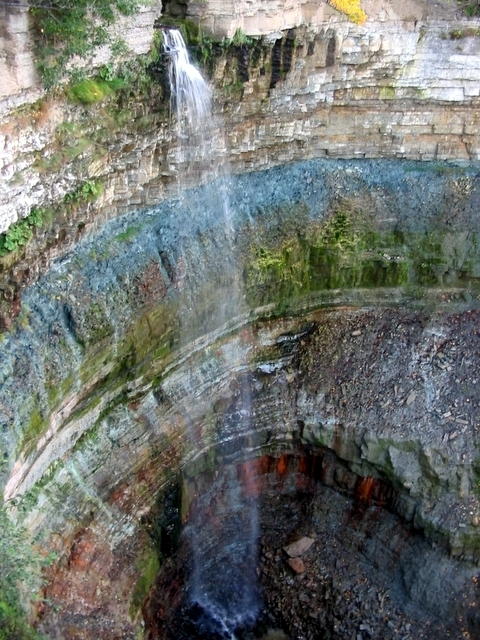
Водопад Валасте
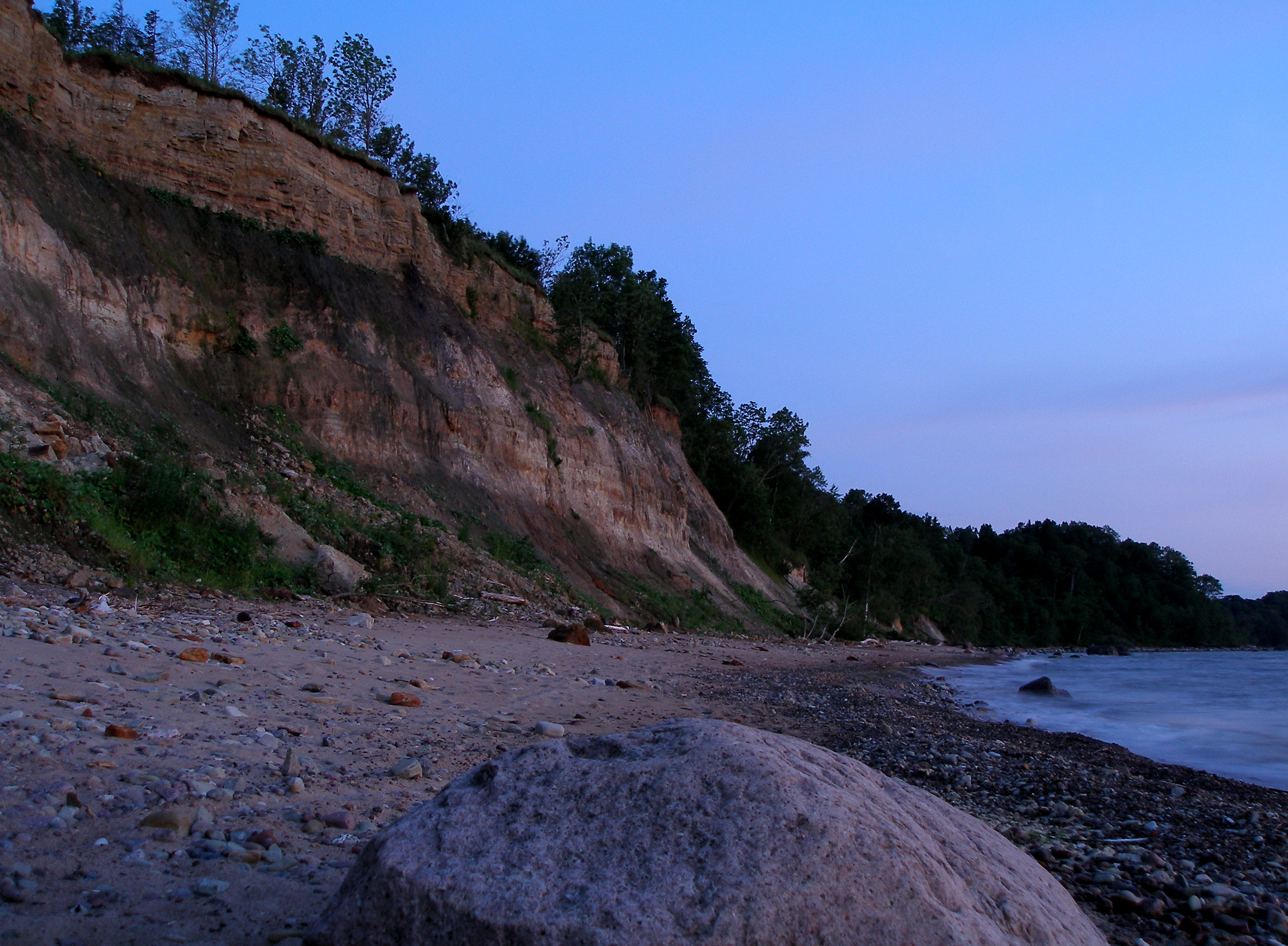
Глинт северной Эстонии выходит к берегу Балтики
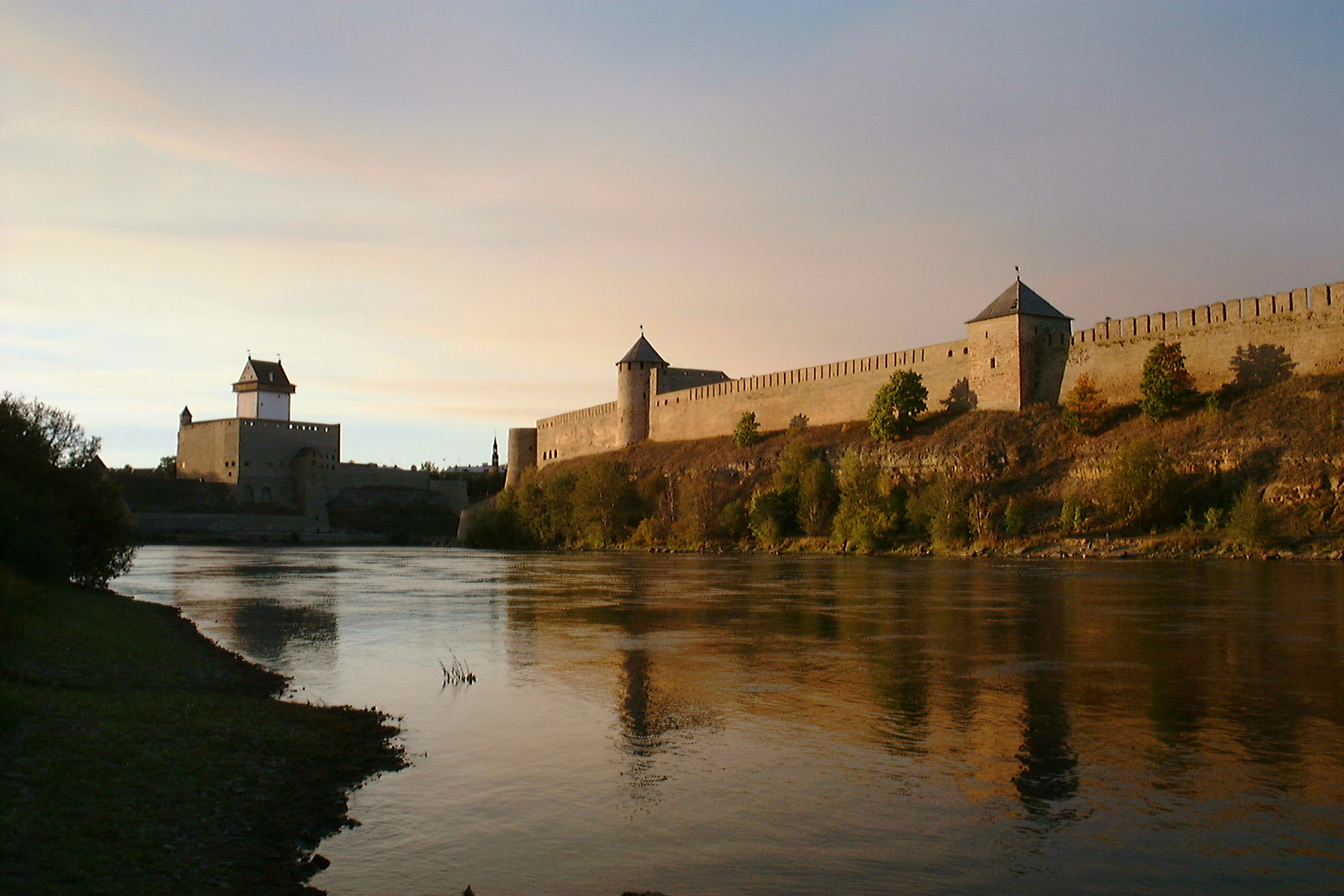
Ивангородская крепость на глинте